# 有机电合成
有机电合成（英语：organic electrosynthesis），为电合成的一门分支，是在电化学电池中利用电化学法合成有机化合物的方法。相比于传统氧化还原反应，电合成有时可提高反应选择性和产率。电合成除了被视为一门科学分支被研究，同时在化工、制药、生物、环境等工业领域也有相关应用。例如电氧化在废水处理上很有应用潜力。

## 实验装置
电合成的基本装置为伽伐尼式电解池，其由一个电位仪和两个电极构成。
电池使用常用溶剂和电解质来增强导电性 。质子性电解液常采用醇-水或二氧六环-水体系作为溶剂，可溶性酸、碱、盐作为电解质。非质子性电解液则通常使用乙腈或二氯甲烷等有机溶剂，以及高氯酸锂或四丁基铵盐等作为电解质。
电极可根据材料组成和表面积进行选择。例如，水溶液体系下电池中竞争反应为阳极产氧气（析氧反应，OER），阴极产氢气（析氢反应，HER），若此时采用石墨作为阳极，铅作为阴极，由于氧气和氢气析出过电位在对应的电极很大，析氧和析氢反应被抑制，因此电合成反应可以有效进行。此外，其他电极材料还包括铂、镁、汞（用于液态电池反应）、不锈钢、网状玻璃碳等。有些电合成反应还会采用诸如锌或铅等反应过程发生消耗的牺牲电极。
根据电池设计，可分为无隔膜电池和（有）隔膜电池。在隔膜电池中阳极室与阴极室由半透膜隔开。隔膜材料通常是烧结玻璃、多孔陶瓷、特氟龙，聚丙烯，Nafion等高分子膜。引入隔膜的目的是在允许离子扩散的同时限制反应物和生成物的流动。这种分隔使得工业流程得以简化。例如，在硝基苯还原成苯胲就需采用隔膜电池，防止苯胲在阳极氧化。

## 反应类型
氧化反应发生在阳极，还原反应发生在阴极。有机物的电合成反应过程通常涉及到自由基中间体。初级反应发生在电极表面，产生的中间体扩散到溶液相中参与次级反应。
电合成的产率用化学产率和电流效率（法拉第效率）表示。电流效率是生成目标产物所消耗的电荷量与流过电池总电荷量之比。副反应会使电流效率降低。
电极之间的电势降决定了反应的速率常数。电合成是在恒定电势或恒定电流下进行的，之所以选择恒定其中一个条件是因为在实验条件的容易程度与电流效率之间权衡得到。恒电势条件更容易得到高电流效率，因为随着反应的进行，工作电极周围反应底物被消耗引起电池电流下降（必要时可通过搅拌来减小电极周围扩散层厚度）。然而在恒电流条件下并不会发生上述过程，相反，随着反应底物浓度降低，需要增加电势来维持恒定的反应电流。并产生了目标电势外的副反应电流。

### 阳极氧化反应
- 柯尔贝电解反应：一个知名的例子就是柯尔贝电解反应，羧酸盐电解时以自由基机理发生脱羧二聚生成烷烃的反应。

- 非柯尔贝电解反应：柯尔贝电解反应的变种，即羧基α位存在杂原子（氮原子或氧原子）情况下，氧鎓离子中间体被亲核试剂（一般是溶剂）捕获。

- 伯脂肪胺阳极电氧化成腈：以氢氧化镍作为阳极，在碱性水溶液中将脂肪伯胺还原成腈：[8]

R-CH2-NH2  → R-CN
- 庄野氧化反应：酰胺可以被氧化成N-酰基亚氨基离子并被各种亲核试剂捕获:

该反应被称为庄野氧化（Shono oxidation）。一个例子就是N-羧甲基吡咯烷的α-甲氧化反应 。
- 碳负离子的电氧化偶联反应：例如丙二酸二甲酯氧化偶联成1,1,2,2-乙烷四甲酸四甲酯[10]。
- α-氨基酸氧化脱羧：α-氨基酸 在AgO阳极脱羧生成腈和二氧化碳（AgO由Ag2O原位氧化生成）:[6][11]

- 胺选择性氧化成腈：胺类选择性电化学氧化成各种腈类技术由过去几十年发展得来[12]。
- 炔丙醇制备丙炔酸：利用铅电极氧化炔丙醇制取丙炔酸已经实现商业化生产[13]。

### 阴极还原反应
- 马尔科-拉姆去氧反应：醇可以通过马尔科-拉姆去氧反应经其甲基苯甲酸酯脱氧变成对应的烷。

- 丙烯腈二聚-加氢制己二胺：在概念上, 己二腈是由丙烯腈二聚得到:[14]

2 CH
2=CHCN + 2 e−
 + 2 H+
  →  NC(CH
2)
4CN
实际上,采用活泼烯烃阴极加氢二聚法在丙烯腈合成己二腈中已实现工业化应用：

- 芳烃阴极1,4-加氢还原：类似伯奇还原，芳烃可阴极还原成1,4-二氢衍生物，如工业邻苯二甲酸的还原:

2-甲氧基萘的还原:  
- 塔菲尔重排反应：塔菲尔重排反应曾是由烷基乙酰乙酸乙酯合成特定烃的重要方法。反应过程伴随着烷基的重排:[17][18]

- 腈还原成伯胺：腈可通过在隔膜电池中阴极还原成伯胺，如苯乙腈阴极还原成苯乙胺:[19]

- 硝基烯还原成肟：硝基烯类化合物可以以较高的产率阴极还原成肟。在更负的电位下，硝基烯可以进一步还原成伯胺，但产率很低[20]。

- 硝基苯制取偶氮苯：在工业上，偶氮苯由硝基苯经电还原合成得到[14]。
- 对异丁基苄氯合成布洛芬：在超临界CO2下，对异丁基苄氯可以电还原羧化生成布洛芬[21]。
- 羧酸还原成醛：在隔壁电解池中，羧酸可以还原成醛，草酸则可得到乙醛酸：[22][23]

- 肉桂酸还原制苯丙酸：苯丙酸最初是由肉桂酸电解得到[24]。

### CO2电还原
将CO2利用电还原合成各种含碳产物称为CO2电化学还原(ECO2RR)。
其还原产物众多，根据产物碳原子个数，分为C1产物，C2产物和C2+产物：

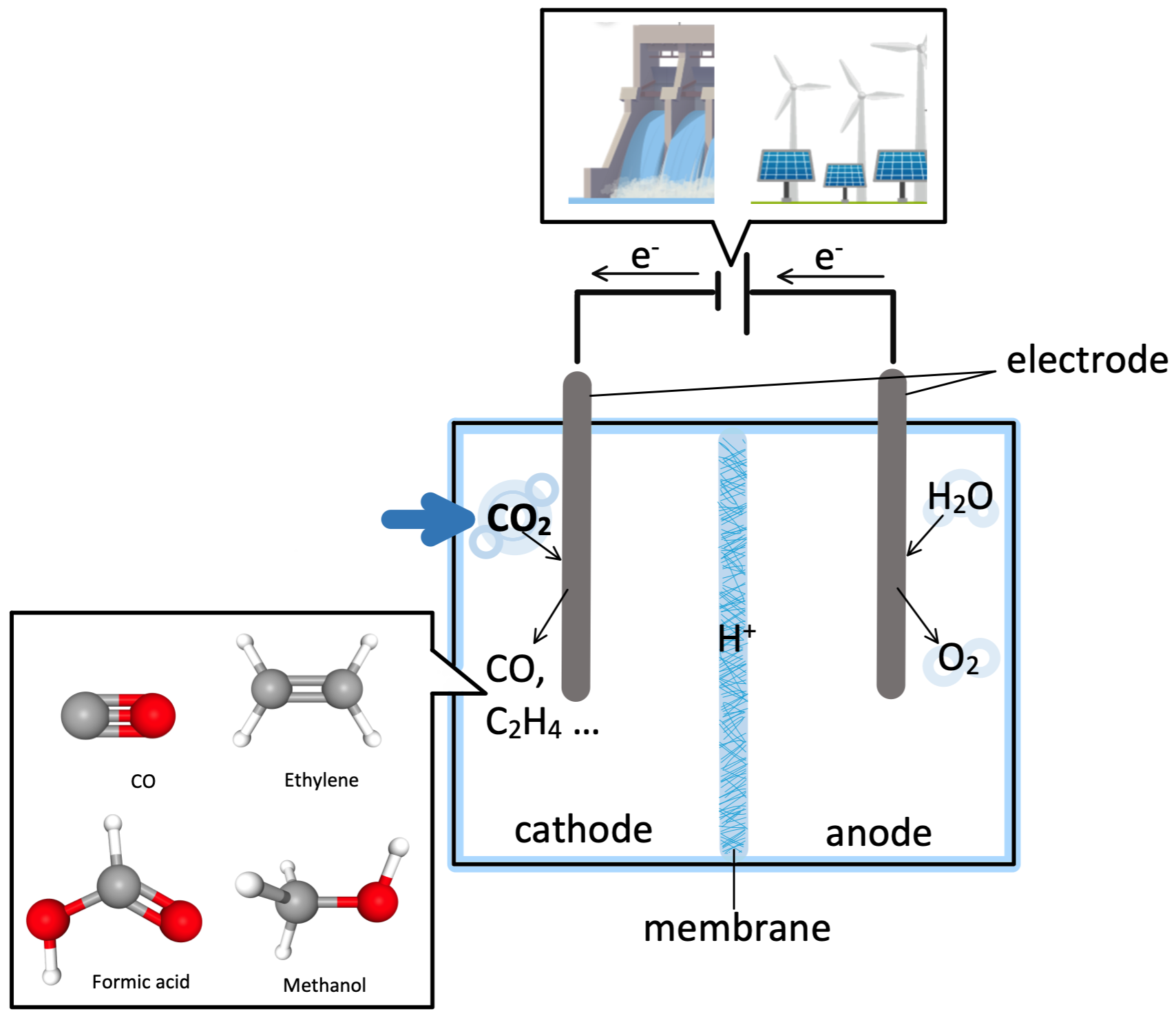
CO_{2}电化学还原(ECO_{2}RR)

- C1产物：CO2电化学还原C1产物主要有CO、甲酸或甲酸盐两种：

CO2  +  2 H+  +  2 e−   →   CO   + H2O
CO2  +  2 H+  +  2 e−   →   HCOOH（酸性）
HCO−
3 + H
2O + 2e−
  →  HCO−
2 + 2OH−
（碱性）
其反应中间过程不涉及C-C键的生成。其他C1产物有甲醛，甲醇等，合成难度较高，产率较低。
- C2产物和C2+产物：以铜基催化剂，CO2电化学还原C2产物主要有乙烯、乙醇、乙酸[27]。此外还有草酸、乙烷、乙烯酮和乙醛等产物被报导[28][29][26]。

更高碳产物目前实现的有丙烷。理论上还有丙醇等C3产物，但合成过程涉及C-C键生成，总体上2个C以上还原产物电流效率较低。

### 氧化还原反应
- 甲腈与CO2生成成氰乙酸:CO2在阴极还原同时甲腈阳极氧化生成氰乙酸[31]。
- 苯电合成苯酚：以苯为原料，在电池中施加交流电流，可在阴极和阳极同时得到苯酚[32]。

### 电氟化反应
在有机氟化学中,许多氟化合物有电化学合成法得到，其采用镍阳极，在液HF中以约5-6 V电压下得到。
R3C–H + HF → R3C–F + H2
该法由乔瑟夫 H. 西蒙(Joseph H. Simons)在20世纪30年代发明。酰胺、醇、羧酸以及磺酸利用该技术可得到对应的全氟衍生物。烃在HF溶液或悬浊液中，以5-6 V下被电解产生全氟产物。
此外还有KHF2熔盐电解氟化法用于生产挥发性烃的氟代产物；Et3N·3HF-乙腈溶液电解生产氟代芳香化合物、氟代杂环化合物等方法。